# Bergère nue couchée
Bergère nue couchée (deutsch Liegende nackte Schäferin) ist der französische Titel eines Gemäldes der impressionistischen Malerin Berthe Morisot aus dem Jahre 1891. Es zeigt eine nackte junge Frau, von der Künstlerin als Schäferin bezeichnet, die am Ufer eines Gewässers liegt und mit der linken Hand ihren Kopf stützt. Es befindet sich im Besitz der spanischen Kunstsammlerin Carmen Thyssen-Bornemisza und wird heute im Museo Thyssen-Bornemisza in Madrid als Leihgabe ausgestellt.

## Geschichte und Bildbeschreibung
Berthe Morisot hat, im Gegensatz zu ihren männlichen Kollegen der Zeit, nur selten nackte Personen gemalt, und das ohne jeden Voyeurismus und jede Reduzierung der Frau auf einen bloßen Gegenstand der Sexualität und Kunst, ganz im Sinne von Charles Baudelaires Auffassung, dass nackte Frauen in der Kunst nur in realistischer Umgehung abgebildet werden sollten. Eine der von ihr gemalten Personen ist die hier dargestellte junge Frau aus dem Dorf Mézy-sur-Seine, wo Morisot in den warmen Monaten der Jahre 1890 und 1891 mit ihrer Familie in einem Sommerhaus lebte und mehrere Kinder aus dem Dorf malte. Zu dem Haus gehörte ein Obstgarten, und von der Terrasse aus bot es einen Blick auf das Seinetal. Diese ländlich-idyllische Umgebung wirkte inspirierend auf die Malerin und brachte sie dazu, etwas Neues auszuprobieren. Zwar musste sie sich um die Erziehung ihrer Tochter Julie und um die Pflege ihres kranken Ehemannes Eugène Manet, eines Bruders des Malers Édouard Manet, kümmern, doch es sollte die beste Zeit in ihrer künstlerischen Entwicklung werden. Zum ersten Mal in ihrem Leben besaß sie ein eigenes Atelier, das in dem Haus in Mézy eingerichtet wurde. Neben mehreren Zeichnungen von Kindern des Dorfes malte sie außerdem einen im Gras liegenden jungen weiblichen Körper mit einer danebenstehenden Ziege. Ein junges Mädchen, Gabrièlle Dufous, willigte ein, sich als Modell für mehrere Arbeiten der Künstlerin zur Verfügung zu stellen, bat sich aber aus, in diesem Aktgemälde ihr Haar durch ein in diesem Bild dargestelltes gelbes Kopftuch zu verbergen. Die Umrisse des Körpers und seiner Formen werden durch eine kontrastreiche Zeichnung verstärkt, was darauf schließen lässt, dass Morisot sich hier auf die Darstellungen nackter Frauen bezieht, wie sie Auguste Renoir malte. Renoir besuchte Morisot 1890 und 1891 in Mézy, dennoch fand sie in dieser Zeit ihren eigenen Stil. In diesem Bild verliert die dargestellte junge Frau das Spezifische einer Schäferin oder Ziegenhirtin, allein der menschliche Körper, in der freien Natur nackt, lässig entspannt und das Kinn auf die linke Hand gestützt liegend, ist der Gegenstand dieses Bildes, was wiederum auf ihren Lehrer Corot hinweist. Die durch den Körper flach gedrückten Grashalme im Bildvordergrund malte Morisot mit langen Pinselstrichen in den Farbtönen grün, ocker, braun und in einem Sonnenlichtfleck am unteren Bildrand fast weiß. Für Blüten und kleine Blätter, die die Konturen von Rücken und Kopf der Frau betonen, verwendet sie hingegen kurze Striche und Tupfer in stärkeren Farbkontrasten von dunkelgrün über gelb bis blau. Das Gesicht des Mädchens ist im Profil dargestellt und zeigt neben einer kleinen Nase, vollen Wangen und roten Lippen einen starken Kontrast zwischen dem gelben Seidenkopftuch und den schwarzen Wimpern der geschlossenen Augen. Eine rechts am Hals unter dem Tuch hervorstehende Haarsträhne zeigt, dass das Mädchen braunhaarig ist. Die Wimpern sind neben ein paar wenigen Farbtupfern am anderen Ufer des Gewässers, die eine Pflanze konturierend andeuten, die einzigen Stellen in diesem Bild, an der die Malerin ein reines Schwarz verwendet.

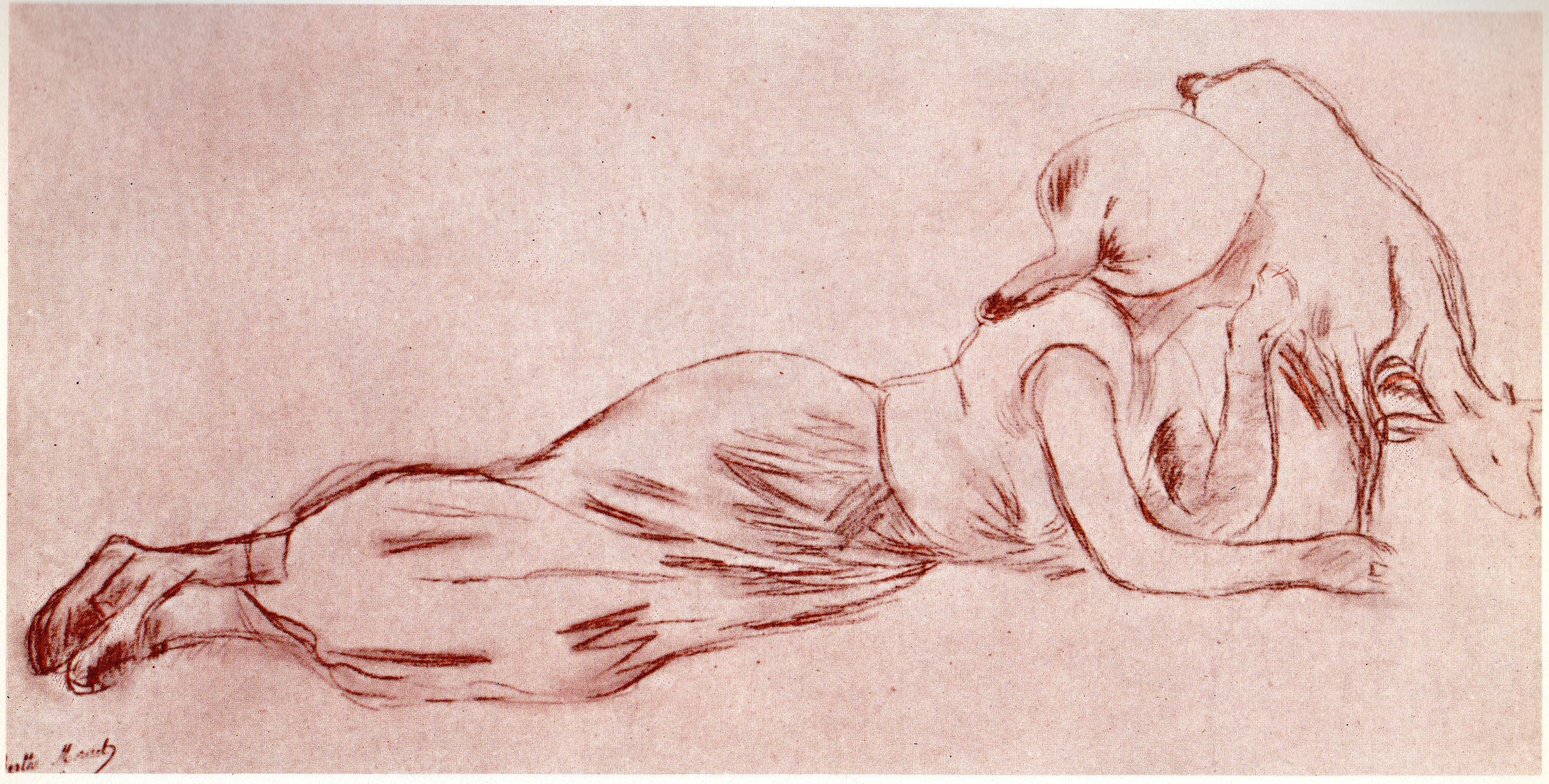
Rötelzeichnung als Studie, 1891

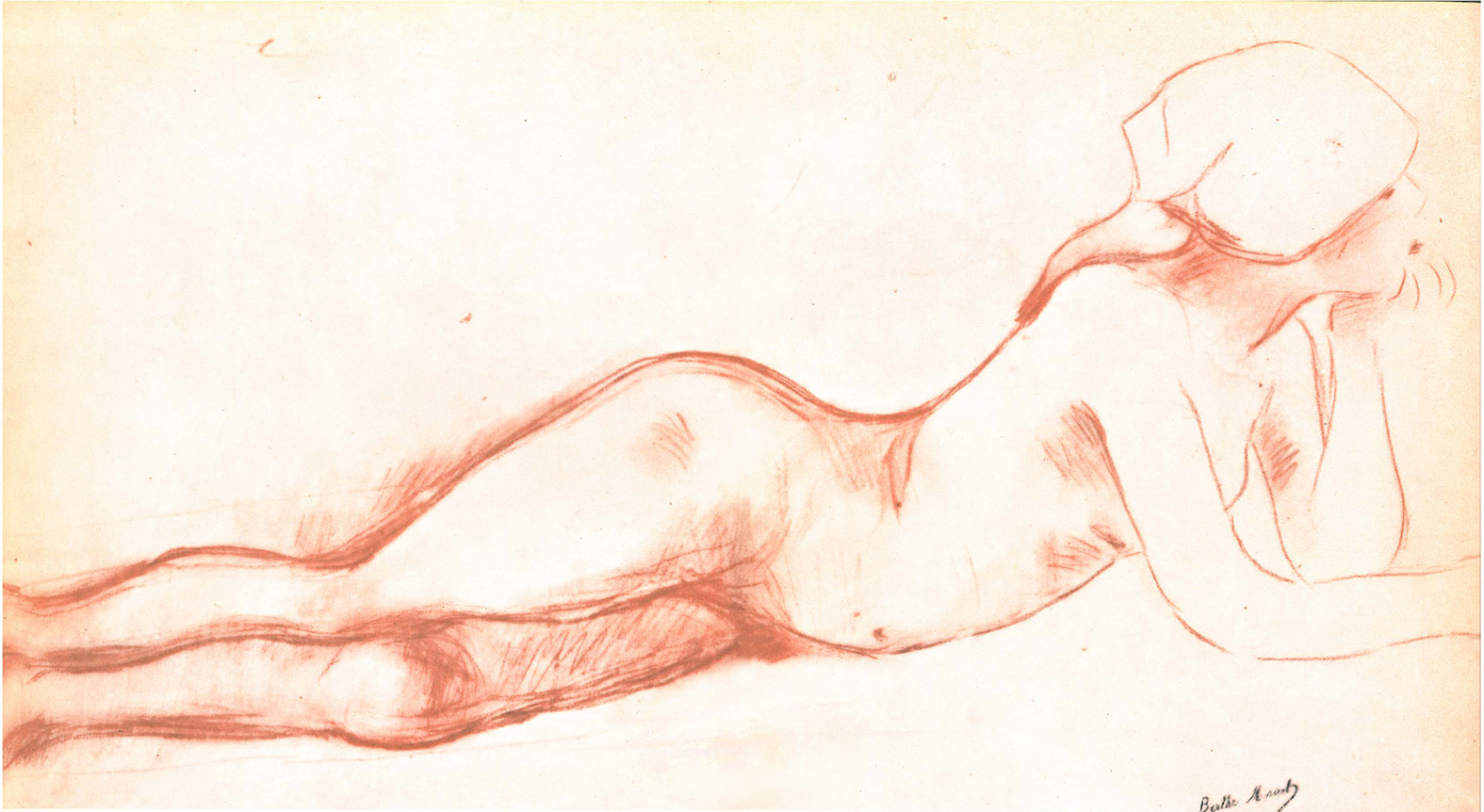
Das gleiche Motiv als Aktstudie, 1891

Es existieren mehrere Zeichnungen, die Gabrièlle Dufous zeigen, teilweise als Rötelstudien ausgeführt. Zwei davon stellen sie in gleicher Position als Liegende dar, als bekleidete Hirtin mit einer daneben grasenden Ziege und als direkte Vorstudie zu diesem Bild als liegender Akt.

## Technik, Provenienz und Ausstellung
Das Gemälde hat das Querformat mit den Maßen 57,5 × 86,4 cm. Ausgeführt ist es in der Maltechnik Öl auf Leinwand. Es trägt die Inventarnummer CTB.2000.9 (CTB = Carmen Thyssen-Bornemisza) des Museo Thyssen-Bornemisza.
Provenienz:
Am 27. November 1997 versteigerte das Pariser Auktionshaus Hôtel Drouot das Bild aus dem Nachlass von Thérèse Rouart, der Witwe von Julien Rouart, dem letzten Enkel von Berthe Morisot. Den Zuschlag erhielt die Sammlung Carmen Thyssen-Bornemisza.
Ausstellungen:
- National Gallery of Art, Washington, 6. September bis 29. November 1987
- Kimbell Art Museum, Fort Worth, 12. Dezember 1987 bis 21. Februar 1988
- Mount Holyoke College Art Museum, South Hadley, 14. März bis 9. Mai 1988